# Laboratorio di videogiochi
Laboratorio di videogiochi (ナビつき！ つくってわかる はじめてゲームプログラミング?, Nabitsuki! Tsukutte wakaru hajimete Gēmu Puroguramingu) è un videogioco educativo del 2021 sviluppato e pubblicato da Nintendo per Nintendo Switch.

## Modalità di gioco

Schermo del programma in visuale laterale (assi x,y). Nell'immagine, a partire da sinistra, sono mostrati quattro Nodon: Costante, Cronometro, Musica di sottofondo e Oggetto. Ognuno fa parte di una categoria: Input (rosso), Processi (verde), Output (blu) e Oggetto (arancione). I primi tre Nodon sono collegati tra loro da un nodo.

In Laboratorio di videogiochi è possibile creare giochi utilizzando un linguaggio di programmazione visuale incentrato su dei personaggi denominati Nodon. I Nodon rappresentano vari aspetti di input, output, logica e oggetti sullo schermo, come il Nodon Levetta che riporta input dalla levetta analogica del Joy-Con o un Nodon Persona che rappresenta un personaggio sullo schermo. Il giocatore costruisce un programma aggiungendo Nodon e creando connessioni tra i vari nodi sui Nodon, per esempio si può collegare il Nodon Levetta al Nodon Persona per legare la levetta analogica al movimento del personaggio sullo schermo. I Nodon sono disponibili per utilizzare quasi tutte le funzionalità di Switch e dei Joy-Con, inclusi i sensori a infrarossi e i controlli di movimento.
Sono presenti delle lezioni introduttive e una modalità "programmazione libera".
Il gioco presenta la modalità "lezioni guidate" una serie di sette giochi inclusi da creare, per guidare il giocatore nell'uso del linguaggio di programmazione e per aiutarlo a comprendere alcuni dei principi dello sviluppo del gioco.
I giochi creati all'interno di Laboratorio di videogiochi  possono supportare fino a otto diversi Joy-Con, consentendo di creare giochi multigiocatore locali fino a otto giocatori.
Laboratorio di videogiochi ha una funzione di condivisione che consente ai creatori di caricare i propri giochi e condividerli con altre persone in locale o online. Le persone, per giocare al gioco condiviso, devono possedere del ID gioco o del ID personale, infatti questo videogioco non dispone di un browser di gioco. I fan quindi, hanno creato le proprie piattaforme per condividere i propri giochi.
Il gioco consente anche l'uso di mouse USB commerciali per computer.
Qualche mese dopo l'uscita del gioco, Nintendo ha rilasciato dei giochi ufficiali scaricabili online con ID. In questi giochi vengono illustrati alcuni concetti aggiuntivi, non presenti nelle lezioni, utili per creare giochi; per esempio: l'animazione, le piattaforme cadenti, l'informazioni fisse a schermo (HUD), la barra della salute sui nemici e molto altro.

## Sviluppo
Il gioco è stato annunciato il 5 maggio 2021 con un trailer su YouTube.
Laboratorio di videogiochi è stato sviluppato appositamente da Nintendo EPD 4, la divisione dietro giochi come Nintendo Labo, Ring Fit Adventure, 1-2-Switch, Miitopia e molti altri.
Il gioco è stato diretto da Naoki Masuda, un programmatore di Nintendo che aveva precedentemente lavorato su Nintendo Labo e sulla serie Pikmin.
Nel primo volume di Chiedi allo sviluppatore (serie di interviste disponibili sul sito ufficiale Nintendo, in cui gli sviluppatori Nintendo entrano nel dettaglio dei processi creativi e produttivi dei giochi), Masuda e il programmatore Kosuke Teshima hanno descritto la serie Nintendo Labo, in particolare il kit VR, come un'ispirazione chiave per Laboratorio di videogiochi. Dopo aver visto dipendenti Nintendo non programmatori utilizzare il Garage Toy-Con per creare i propri giochi, Masuda ha descritto che voleva "trovare un modo per rendere più facile per le persone divertirsi creando giochi attraverso tentativi ed errori". Gli sviluppatori hanno testato il gioco con l'aiuto di studenti giapponesi delle scuole elementari interessati alla programmazione. Questo per garantire che le lezioni fossero accessibili ai principianti.

## Accoglienza
| Testata                         | Giudizio |
| ------------------------------- | -------- |
| Metacritic (media al 16-4-2024) | 77/100   |
| Everyeye.it                     | 8.3/10   |
| GameSpot                        | 7/10     |
| IGN                             | 8/10     |

Laboratorio di videogiochi ha ricevuto recensioni "generalmente favorevoli" secondo l'aggregatore di recensioni Metacritic. Alex Olney di Nintendo Life ha elogiato i tutorial del gioco, ma ha criticato la mancanza di opzioni visive fornite ai giocatori. Seth Macy di IGN ha apprezzato la quantità di opzioni e strumenti che il gioco offre ai giocatori. Laboratorio di videogiochi è stato descritto da Polygon come il seguito di Nintendo Labo. È stato anche il gioco al dettaglio più venduto durante la prima settimana di uscita in Giappone, con 71 241 copie fisiche vendute in tutto il paese.